# Nieuw-Caledonische merel
De Nieuw-Caledonische merel (Turdus xanthopus) is een zangvogel uit de familie Turdidae (lijsters). Eerder werd deze vogel beschouwd als een ondersoort van de eilandmerel (T. poliocephalus).

## Verspreiding en leefgebied
Deze vogel komt voor op Nieuw-Caledonië en omliggende eilanden..